# COMINFIL
COMINFIL steht für „Communist Infiltration“ (zu Deutsch: „Kommunistische Infiltration“) und war ein politisch-polizeiliches Überwachungsprogramm zur Zeit des Kalten Krieges in den Vereinigten Staaten von Amerika.

## Bedeutung
Durch das Programm des FBI wurden hunderttausende Polizeiakten von US-Bürgern angelegt, die im Verdacht standen, mit mindestens einer kommunistischen Vereinigung in Kontakt zu stehen oder auch gestanden zu haben, und das, obwohl die Kommunistische Partei der USA zu diesem Zeitpunkt nicht mehr als 80.000 Mitglieder hatte. Während des ersten Jahrzehnts nach dem Zweiten Weltkrieg sollen allein beim FBI 432.000 Akten geführt worden sein.
Die letzte nachweisliche Aktion im Rahmen dieses Programmes fand zu Lebzeiten von Martin Luther King statt. Dabei wurden mehrere Versuche unternommen, King in diffamierender Absicht öffentlich als Kommunist zu brandmarken. Für Ausführungsbefehle in dieser Sache war der damalige FBI-Direktor J. Edgar Hoover verantwortlich.
Selbst die Bürgerrechtsvereinigung National Association for the Advancement of Colored People (NAACP), die Friedensbewegung SANE und die Amerikanische Vereinigung für Bürgerliche Freiheiten (American Civil Liberties Union – ACLU) standen nachweislich auf der sogenannten COMINFIL-Liste.